# Nikola Michow (Politiker)

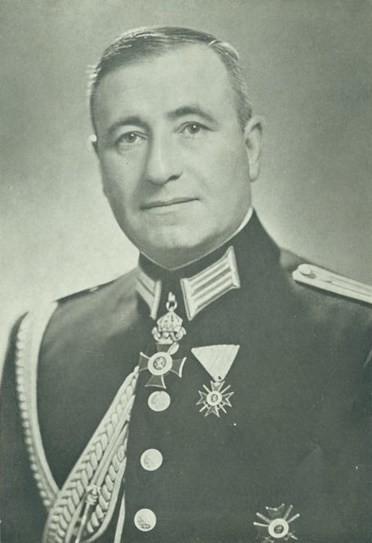
Nikola Michailow Michow (1939)

Nikola Michailow Michow, bulgarisch Никола Михайлов Михов, (* 29. November 1891 in Tarnowo; † 1. Februar 1945 in Sofia, hingerichtet) war ein bulgarischer Offizier und in den Jahren 1943 und 1944 Mitglied des bulgarischen Regentenrats.

## Leben
Michow war Generalleutnant der Artillerie in der Armee des Königreichs Bulgarien.
Nach Karriere in den Balkankriegen und im Ersten Weltkrieg und dem darauf folgenden Aufstieg zum Generalleutnant wurde er am 11. April 1942 Kriegsminister im Kabinett des Ministerpräsidenten Bogdan Filow. Der vormalige bulgarische Gesandte in London, Nikola Momtschilow, schlug dem britischen Foreign Office vor, dass er einen Brief an Michow schreiben könnte, um ihm nahezulegen, dass Bulgarien die Achsenmächte verlassen könnte. Die Foreign-Office-Vertreter legten Momtschilow nahe, nicht auf einen offenen Bruch zu drängen, sondern einen Kurs der Nicht-Kooperation nahezulegen.
Nach dem Tod des Zaren Boris III. wurde er Mitglied des an Stelle des neuen, minderjährigen Zars Simeon II. regierenden dreiköpfigen Regentenrats. Mitregenten waren Bogdan Filow und der Onkel des Zaren, Kyrill von Bulgarien.
Nach dem Einmarsch der Roten Armee wurde der Regentenrat am 9. September 1944 abgesetzt und Michow am 1. Februar 1945 durch ein Volksgericht zum Tode verurteilt und hingerichtet.